# كيوي شمالي بني
كيوي شمالي بني أو كيوي شمالي مانتلي (الاسم العلمي:Apteryx mantelli) هو نوع من الطيور يتبع جنس الكيوي من فصيلة الكيوية.		
عدد الأفراد المتبقية من هذا النوع حوالي 35000 فرد، وهو الكيوي الأكثر شيوعا. يصل طول الأنثى إلى 40 سنتمتراً ووزنها إلى 2.8 كيلوغرام، والذكور وزنها تقريبا 2.2 كيلوغرام، ريش هذا الكيوي مقلَّم ولونه بني محمرّ، وتضع الأنثى عادة بيضتين يقوم الذكر باحتضانهما.